# ILBM
ILBM(영어: Interleaved BitMap)은 사진 데이터 저장에 사용되는 인터체인지 파일 포맷이다.

## 같이 보기
- 아미가
- IrfanView